# Loepa sikkima
Loepa sikkima — вид павлиноглазок из Юго-Восточной Азии.

## Распространение
Встречается в Северо-Восточных Гималаях и Сандалэнде.

## Описание
Размах крыльев бабочки 8—9 сантиметров.

## Питание
Кормовыми растениями вида являются представители рода заурауйя (Saurauia).

## Подвиды
- Loepa sikkima javanica Mell, 1938[3]